# Seven Seas Entertainment
Pour les articles homonymes, voir Seven Seas.
Seven Seas Entertainment est une maison d'édition californienne créée en 2004. Bien qu'elle soit à l'origine destinée à publier des mangas, l'entreprise publie désormais également des romans graphiques ainsi que des bandes dessinées en ligne. La maison d'édition est dirigée par Jason DeAngelis, qui a utilisé pour la première fois le terme « Amerimanga » lors de la création du site internet en octobre 2004.

## Histoire
En avril 2005, Seven Seas Entertainment devient le premier éditeur à proposer des mangas à télécharger pour la PSP, entraînant plus de 12 000 téléchargements dans les 5 jours suivants. À la suite de cette annonce de Sony, Seven Seas Entertainment engage le groupe philippin J Brothers pour créer le morceau de musique Itsumo Futaride pour leur web manga Aoi House (en). Lors du Comic-Con 2005, l'éditeur a inauguré le pilote de son anime No Man's Land (en) ainsi qu'une qu'un clip musical en animation basé sur Aoi House (en).
En octobre 2005, l'entreprise annonce vouloir racheter sa première licence japonaise pour les nouvelles et mangas de la série Boogiepop (en) de Kouhei Kadono (en) et Kouji Ogata.
En septembre 2006, l'éditeur traduit et publie des light novels japonais, notamment des titres populaires tels que Strawberry Panic!.
En 2007, Seven Seas Entertainment lance un partenariat avec Tor Books, avec qui l'entreprise va publier d'autres titres populaires comme Afro Samurai.
En mars 2008, l'entreprise débute la publication d'une nouvelle édition de la nouvelle fantastique pour enfants de Rachel Roberts, Avalon: Web of Magic (en) en partenariat avec Red Sky Entertainment. Les deux partenaires lancent le site web consacré à la série AvalonMagic.com en septembre 2008. Un spin-off de 3 volumes intitulée Avalon: The Warlock Diaries débute en juin 2009.
Le 1er août 2012, l'éditeur lance portail de lecture de webcomics gratuits via Zoom Comics, un site web financé par les publicités et créé en partenariat avec Pixie Trix Comix. Les titres disponibles lors du lancement sont Amazing Agent Jennifer, Dracula Everlasting, Paranormal Mystery Squad et Vampire Cheerleaders (en).

## Publications
- 12 Beast (en)
- Absolute Duo
- A Centaur's Life
- A Certain Magical Index
- A Certain Scientific Railgun
- Actually, I Am...
- Afro Samurai
- Alice au royaume de cœur
- Amazing Agent Luna (en)
- Amnesia Labyrinth (en)
- Aoi House (en)
- Arpeggio of Blue Steel
- Avalon: Web of Magic (en)
- Battle Rabbits (en)
- Blade for Barter (en)
- Blood Alone
- Bodacious Space Pirates
- Boku wa tomodachi ga sukunai
- Boogiepop series (en)
- Captain Nemo (comics) (en)
- Citrus
- Dance in the Vampire Bund
- Danzaisha
- Destiny's Hand (en)
- Devils and Realist
- D-Frag!
- Dragon Half (en)
- Evergreen (en)
- Franken Fran (en)
- Free Runners (en)
- Freezing
- Gakuen Polizi
- Girl Friends
- Girls und Panzer
- Golden Time
- Grimgar of Fantasy and Ash (en)
- Gun Princess (en)
- Gunslinger Girl
- Hana to Hina wa Hōkago
- Hatsukoi Shimai
- Hayate × Blade (en)
- He Is My Master
- Hollow Fields (en)
- I Want to Eat Your Pancreas
- Inukami!
- Inverloch (en)
- I, Otaku: Struggle in Akihabara (en)
- Kanokon
- Kase-san
- Kashimashi ~Girl Meets Girl~
- Kindred Spirits on the Roof (en)
- Kodomo no jikan
- Last Hope
- Lizzie Newton: Victorian Mysteries (en)
- Lord Marksman and Vanadis (en)
- Love in Hell (en)
- Lucifer and the Biscuit Hammer (en)
- Magical Girl of the End
- Masamune-kun's Revenge
- Mayo Chiki!
- Miss Kobayashi's Dragon Maid
- Monster musume no iru nichijō
- Mushoku Tensei
- My Girlfriend is a T-Rex (en)
- No Game No Life
- No Man's Land (manga) (en)
- Non Non Biyori
- Not Lives (en)
- NTR: Netsuzou Trap
- Nurse Hitomi's Monster Infirmary (en)
- Occultic;Nine
- Oniichan no koto nanka zenzen suki janain dakara ne!!
- Pandora in the Crimson Shell: Ghost Urn (en)
- Pita-ten
- Please Tell Me! Galko-chan (en)
- Re:Monster
- Sakamoto, pour vous servir !
- Secret Girlfriends
- Seikoku no Dragonar
- Senran Kagura
- Servamp
- Shinigami no ballad
- Shomin Sample (en)
- Speed Racer
- Star Wars
- Strawberry Panic!
- Strike Witches
- The Ancient Magus Bride
- The Last Uniform (en)
- The Other Side of Secret (en)
- The Sacred Blacksmith
- The Testament of Sister New Devil
- Tomodachi x Monster (en)
- Toradora!
- Unearthly (en)
- Vampire Cheerleaders (en)
- Venus vs Virus
- Voiceful
- Wicked City (en)
- Witch Hunter
- World War Blue (en)
- Yagate kimi ni naru
- Young Miss Holmes (en)
- Zero no tsukaima